# L'Exorciste (série télévisée)
Pour les articles homonymes, voir L'Exorciste et Exorciste (homonymie).
Cet article concerne la série télévisée. Pour le roman, voir L'Exorciste (roman). Pour le film, voir L'Exorciste (film).
L'Exorciste (The Exorcist) est une série télévisée américaine en vingt épisodes de 42 minutes développée par Jeremy Slater, diffusée entre le 23 septembre 2016 et le 15 décembre 2017 sur le réseau Fox et en simultané au Canada sur le réseau CTV pour la première saison et CTV Two pour la deuxième saison.
La série est adaptée du roman L'Exorciste de William Peter Blatty et fait suite à l'adaptation cinématographique du roman réalisée par William Friedkin et sortie en 1973. La série fait le choix d'oublier volontairement toutes les autres suites et préquelles produites jusqu'alors pour se placer plusieurs années après les événements du film original.
Au Québec, la série est diffusée depuis le 24 avril 2017 sur AddikTV et en France depuis le 3 mai 2017 sur Série Club. En Belgique, elle est diffusée depuis le 18 octobre 2019 sur Plug RTL. Elle reste pour le moment inédite en Suisse.

## Synopsis
L'Exorciste adopte un format similaire à l'anthologie dans lequel chaque saison met en scène le Père Tomas Ortega et le Père Marcus Keane face à une nouvelle menace avec un groupe de personnes différentes, l'intrigue s'étirant sur toute une saison.

### Saison 1
La famille Rance, installée depuis peu à Chicago, est témoin de manifestations démoniaques dans leur demeure. Angela, la mère, est persuadée que sa fille Katherine est possédée par un démon à la suite d'un accident de voiture ayant causé la mort de sa meilleure amie.
Elle en fait part au Père Tomas Ortega. Après avoir mené ses propres investigations, le prêtre est convaincu qu'une force est à l'œuvre. Ne sachant que peu de choses en ce qui concerne les rites d'exorcisme, il décide de faire appel au Père Marcus Keane, un ancien prêtre spécialisé dans l'exorcisme.

### Saison 2:The Next Chapter
Six mois après avoir quitté Chicago, le Père Tomas Ortega continue sa formation pour devenir un exorciste avec l'aide de son mentor, le Père Marcus Keane. Ensemble, ils parcourent le pays à la recherche de personnes à sauver.
Pendant ce temps sur Nachburn, une île au large de Seattle, Andrew Kim, un ancien psychologue qui accueille dans sa maison un groupe d'enfants et d'orphelins à problèmes, reçoit la visite d'une représentante des services sociaux qui doit déterminer si le foyer d'Andrew est apte à les recevoir. Mais le quotidien de cette famille d’accueil est bouleversé par le comportement de plus en plus étrange de l'un des jeunes garçons qui semble être touché par une force puissante et diabolique.
Parallèlement, le Père Devin Bennett commence une quête pour retrouver les membres de l'église qui se sont retournés contre Dieu.

## Distribution

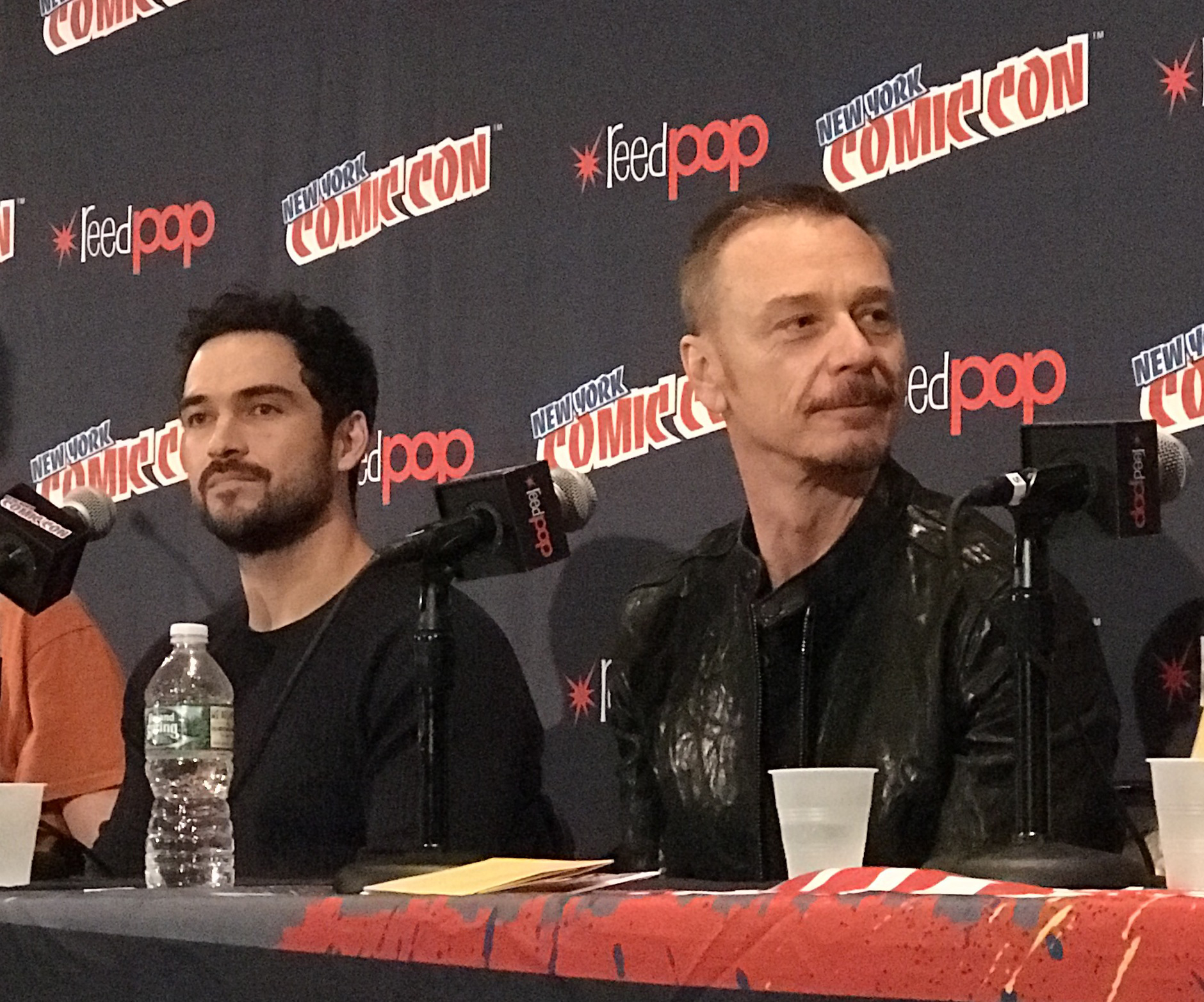
Alfonso Herrera et Ben Daniels, les acteurs principaux de la première saison.

- Alfonso Herrera (VF : Benjamin Pascal) : Père Tomas Ortega
- Ben Daniels (VF : Éric Herson-Macarel) : Père Marcus Keane
- Kurt Egyiawan (VF : Jean-Michel Vaubien) : Père Devin Bennett

### Première saison

#### Acteurs principaux
- Hannah Kasulka (VF : Ludivine Maffren) : Casey Rance
- Brianne Howey (VF : Claire Baradat) : Katherine « Kat » Rance
- Alan Ruck (VF : Laurent Morteau) : Henry Rance
- Geena Davis (VF : Annie Le Youdec) : Angela Rance / Regan MacNeil

#### Acteurs récurrents
- Robert Emmet Lunney (VF : Patrick Borg) : Pazuzu
- Sharon Gless (VF : Michèle Bardollet) : Chris MacNeil
- Deanna Dunagan (VF : Julie Carli) : Mère Bernadette
- Kirsten Fizgerald (VF : Pascale Jacquemont) : Maria Walters
- Mouzam Makkar (VF : Laëtitia Lefebvre) : Jessica
- Brad Armacost (VF : Jean-Jacques Nervest) : Archevêque Egan
- Melissa Russell (VF : Cécile Marmorat) : Tara
- Francis Guinan (VF : Jean-Pierre Moulin) : Frère Simon d'Aquinas
- Tim Hopper (VF : Denis Laustriat) : Superintendant Jaffrey
- Torrey Hanson (VF : Claude Larry) : Cardinal Guillot
- Keira Naughton (VF : Gaëlle Savary) : Cherry Rego
- Ken Marks (VF : Michel Voletti) : Lester Rego

### Deuxième saison

#### Acteurs principaux
- Li Jun Li (VF : Adeline Chetail) : Rose Cooper
- Zuleikha Robinson (VF : Barbara Beretta) : Mouse (à partir de l'épisode 3)
- Brianna Hildebrand (VF : Marie Tirmont) : Verity
- John Cho (VF : Jérémy Prévost) : Andrew « Andy » Kim

#### Acteurs récurrents
| - Cyrus Arnold : David « Truck » Johnson III - Hunter Dillon : Caleb - Alex Barima : Shelby - Amélie Eve : Grace - Christopher Cousins : Peter Osborne - Karin Konoval : Sœur Dolores Navarro - Beatrice Kitsos : Harper Graham - Alicia Witt : L'esprit démoniaque / Nicole Kim | Invités spéciaux - Torrey Hanson (VF : Claude Larry) : Cardinal Guillot - Kirsten Fizgerald (VF : Pascale Jacquemont) : Maria Walters - Hannah Kasulka (VF : Ludivine Maffren) : Casey Rance |

Version française
- Société de doublage : Dub'Club[11]
- Direction artistique : Mélody Dubos
- Adaptation des dialogues : Alexa Donda et Xavier Varaillon

## Production

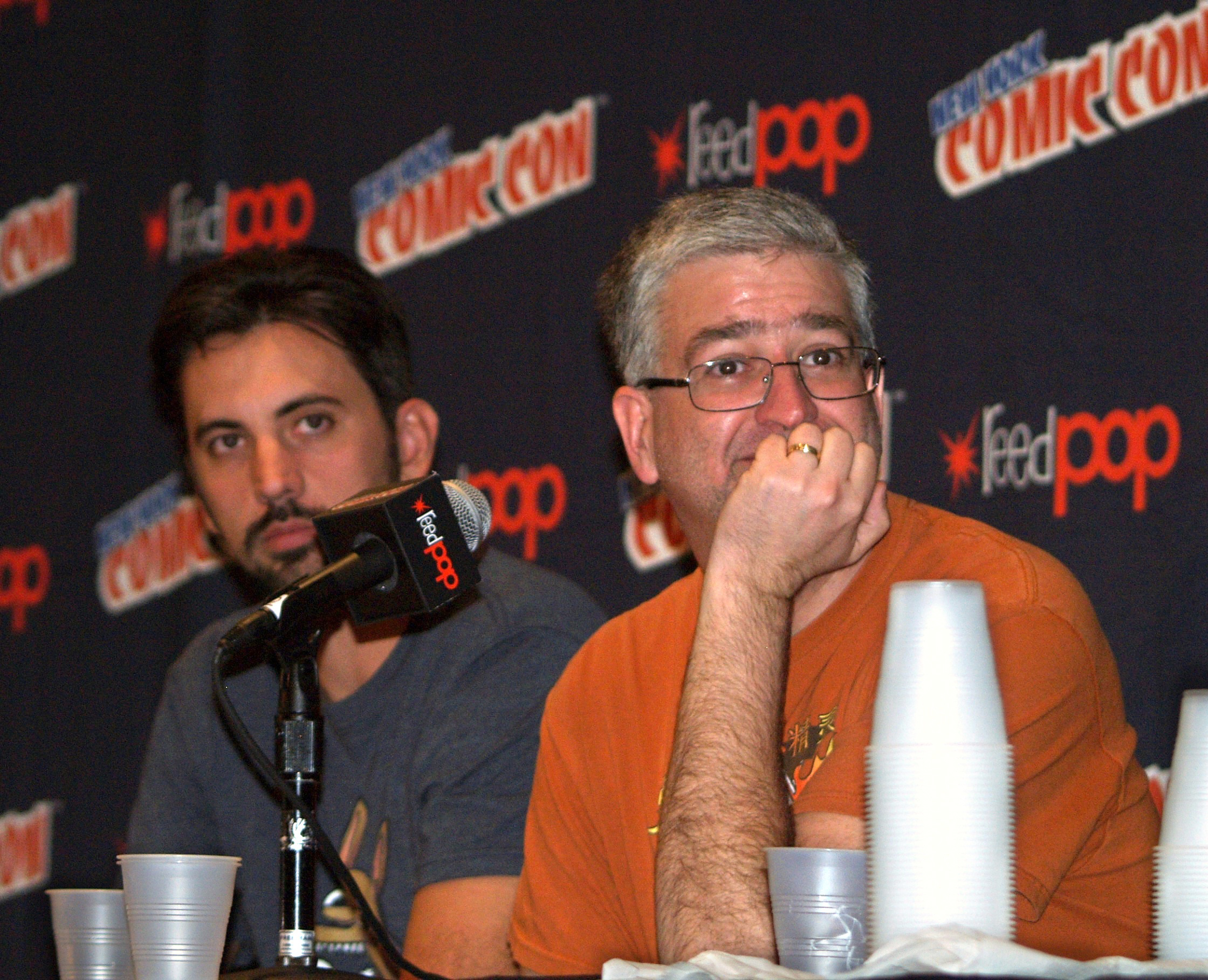
Les principaux scénaristes de la série Jeremy Slater et Sean Crouch, au New York Comic-Con 2017.

### Développement
Le 22 janvier 2016, Fox commande un épisode pilote de L’Exorciste, un projet de série basé sur le film du même nom de William Friedkin.
Le 10 mai 2016, le réseau Fox annonce officiellement après visionnage du pilote une commande ferme de neuf épisodes, pour une diffusion lors de la saison 2016 / 2017.
Le 16 mai 2016, lors des Upfronts 2016, Fox annonce la diffusion de la série pour l'automne 2016.
Le 16 juin 2016, Fox annonce la date de lancement de la série au 23 septembre 2016.
Le 1er août 2016, il est annoncé que le projet n'est pas un reboot mais une suite des films avec de nouveaux personnages avec des références faites à la franchise cinéma.
Le 7 novembre 2016, Fox annonce que la première saison n'aura pas d'épisode supplémentaire au-delà du 10e.
Le 12 mai 2017, la chaine annonce le renouvellement de la série pour une deuxième saison.
Le 7 juin 2017, il est annoncé que la série va mettre en scène les prêtres de la première saison face à une nouvelle menace et une nouvelle famille.
Le 11 septembre 2017, la chaîne diffuse la première bande-annonce de la deuxième saison et dévoile que cette dernière disposera de son propre titre, The Next Chapter.
Lors d'un entretien avec Jeremy Slater le 29 septembre 2017, on apprend que la seconde saison aura dix épisodes.
Le 11 mai 2018, la série est annulée.

### Casting
|                                                                             |  |  |
| John Cho et Zuleikha Robinson, les acteurs principaux de la seconde saison. |  |  |

Saison 1
L'annonce du casting a débuté en février 2016, avec les arrivées de Brianne Howey dans le rôle de Katherine et de Hannah Kasulka dans celui de Casey Rance.
Le 2 mars 2016, Alfonso Herrera et Ben Daniels rejoignent la distribution dans les rôles respectifs du Père Tomas Ortega et du Père Marcus Keane.
Le 3 mars 2016, Kurt Egyiawan est casté dans le rôle du Père Bennett.
Le 7 mars 2016, Geena Davis rejoint la distribution dans le rôle d'Angela Rance.
Le 7 mars 2016, Alan Ruck qui est crédité en tant qu’invité dans le rôle de Henry Rance, dans le premier épisode, est promu au sein de la distribution principale, dès le deuxième épisode.
Saison 2
Le 7 juin 2017, il est annoncé que Alfonso Herrera, Ben Daniels et Kurt Egyiawan seront les acteurs de la première saison de retour pour la deuxième et qui feront donc le pont entre les deux saisons.
En juillet 2017, John Cho et Brianna Hildebrand rejoignent la distribution principale de la saison.
Quelques jours après, Zuleikha Robinson et Li Jun Li rejoignent également la distribution principale.
En août 2017, Christopher Cousins et Cyrus Arnold sont annoncés à la distribution récurrente.

### Tournage
La première saison de la série a été tournée à Chicago dans l'état de l'Illinois aux États-Unis, et la deuxième saison à Vancouver au Canada.

### Fiche technique
- Titre original : The Exorcist
- Titre francophone : L'Exorciste
- Développement : Jeremy Slater, d'après le roman de William Peter Blatty et le film de William Friedkin
- Décors : Dena Allen
- Costumes : Abby O'Sullivan
- Photographie : Alex Disenhof
- Musique : Daniel Hart (saison 1) puis Tyler Bates (saison 2)
- Casting : Eric Dawson, Carol Kritzer et Robert J. Ulrich
- Production exécutive : Jeremy Slater, Rolin Jones, Roy Lee, David Robinson, James G. Robinson, Barbara Wall, Rupert Wyatt et Jason Ensler (saison 2)
- Sociétés de production : 20th Century Fox Television, Morgan Creek Productions et New Neighborhood
- Sociétés de distribution : Fox (télévision, États-Unis) et 20th Century Fox Television (globale)
- Pays d'origine : États-Unis
- Langue originale : anglais
- Format : couleur - 35 mm - 1,78:1 - son Dolby Digital
- Genre : Drame et Horreur
- Durée : 42–47 minutes

 Sauf indication contraire, les informations mentionnées dans cette section peuvent être confirmées par la base de données cinématographiques IMDb,  présente dans la section « Liens externes ».

## Épisodes

### Première saison (2016)
Composée de dix épisodes, elle a été diffusée entre le 23 septembre 2016 et le 16 décembre 2016.
1. Chapitre 1 : Et que mon cri parvienne jusqu'à toi (Chapter One: And Let My Cry Come Unto Thee)
2. Chapitre 2 : Lupus in fabula (Chapter Two: Lupus in Fabula)
3. Chapitre 3 : Le Démon (Chapter Three: Let ’Em In)
4. Chapitre 4 : La Fête mobile (Chapter Four: The Moveable Feast)
5. Chapitre 5 : Par ma très grande faute (Chapter Five: Through My Most Grievous Fault)
6. Chapitre 6 : Étoile du matin (Chapter Six: Star of the Morning)
7. Chapitre 7 : Le Père du mensonge (Chapter Seven: Father of Lies)
8. Chapitre 8 : Le Saut de l'ange (Chapter Eight: The Griefbearers)
9. Chapitre 9 : 162 (Chapter Nine: 162)
10. Chapitre 10 : Trois chambres (Chapter Ten: Three Rooms)

### Deuxième saison:The Next Chapter(2017)
Composée de dix épisodes, elle a été diffusée du 29 septembre 2017 au 15 décembre 2017.
1. Prémonitions (Janus)
2. In Extremis (Safe as Houses)
3. L'Envol des corbeaux (Unclean)
4. Le vieux lion cendré (One for Sorrow)
5. Promenons-nous dans les bois (There but for the Grace of God, Go I)
6. Nikki mon amour (Darling Nikki)
7. Aidez-moi (Help Me)
8. Petite souris d'église (A Heaven of Hell)
9. Double possession (Ritual & Repetition)
10. Voyage sans retour (Unworthy)

## Audience
| Saisons | Diffusion     | Nombre d'épisodes | Lancement         | Lancement       | Final            | Final           | Téléspectateurs (en moyenne) |
| Saisons | Diffusion     | Nombre d'épisodes | Date              | Téléspectateurs | Date             | Téléspectateurs | Téléspectateurs (en moyenne) |
| ------- | ------------- | ----------------- | ----------------- | --------------- | ---------------- | --------------- | ---------------------------- |
| 1       | Vendredi 21 h | 10                | 23 septembre 2016 | 2.85 millions   | 16 décembre 2016 | 1.75 million    | 1.91 million                 |
| 2       | Vendredi 21 h | 10                | 29 septembre 2017 | 1.63 millions   | 15 décembre 2017 | 1.28 million    | 1.32 million                 |

## Distinctions

### Nominations
- American Society of Cinematographers Awards 2017 : 
  - Meilleure photographie pour une série télévisée, une mini-série ou un pilote pour Alex Disenhof
- People's Choice Awards 2017 :
  - Nouvelle série télévisée dramatique préférée
- Saturn Awards 2017 :
  - Meilleure série télévisée d'horreur
- Fangoria Chainsaw Awards 2017 :
  - Meilleure série télévisée
  - Meilleure actrice dans une série télévisée pour Geena Davis
  - Meilleur acteur secondaire dans une série télévisée pour Ben Daniels